# ポリスルホン

ポリスルホンの繰り返し単位

ポリスルホン (polysulfone, PSF) はスルホニル基 (−SO2−) を含む繰り返し構造を持った合成高分子化合物である。多くの合成高分子化合物と同じく疎水性である。ポリサルフォンとも呼ばれる。
孔の大きさがコントロールし易いなどの理由から各種フィルターに使われている。特に人工透析治療の際に使用されるダイアライザーの材料としての用途が多い。血液との適合性の面では疎水性の化合物は適さないが、親水性の合成高分子化合物であるポリビニルピロリドン (PVP) 等と組み合わせ生体適合性を高めることができる。